# 北京外国语大学附属外国语学校
北京外国语大学附属外国语学校，简称北外附校。北外附校成立于1959年9月，是中国最早的外国语学校之一。学校位于北京海淀区西二旗大街19号，拥有小学、初中、高中和国际部等教育阶段，提供英语、日语、韩语、法语、德语、俄语、西班牙语、阿拉伯语、葡萄牙语等多种语种的教学。北京外国语大学附属外国语学校是北京外国语大学的附属学校，也是北京市第一零一中学教育集团的成员校之一。

## 名称沿革
1958年4月，为了满足国家的需要，北京外国学院党委决定开办附属中学。1959年初决定将学校名称定为“北京外国语学院附属中学“。1963年，北外附中决定开设初中部和小学部，应学校结构的变化，北外附中在同年7月正式更名为“北京外国语学院附属外国语学校”。直到1988年，外语附校正式停办。
1994年，经原国家教委批准，北京外国语学院更名为北京外国语大学。2001年，北京外国语大学党委决定重新开办其附属学校，定名为“北京市北京外国语大学附属外国语学校”。

## 校园

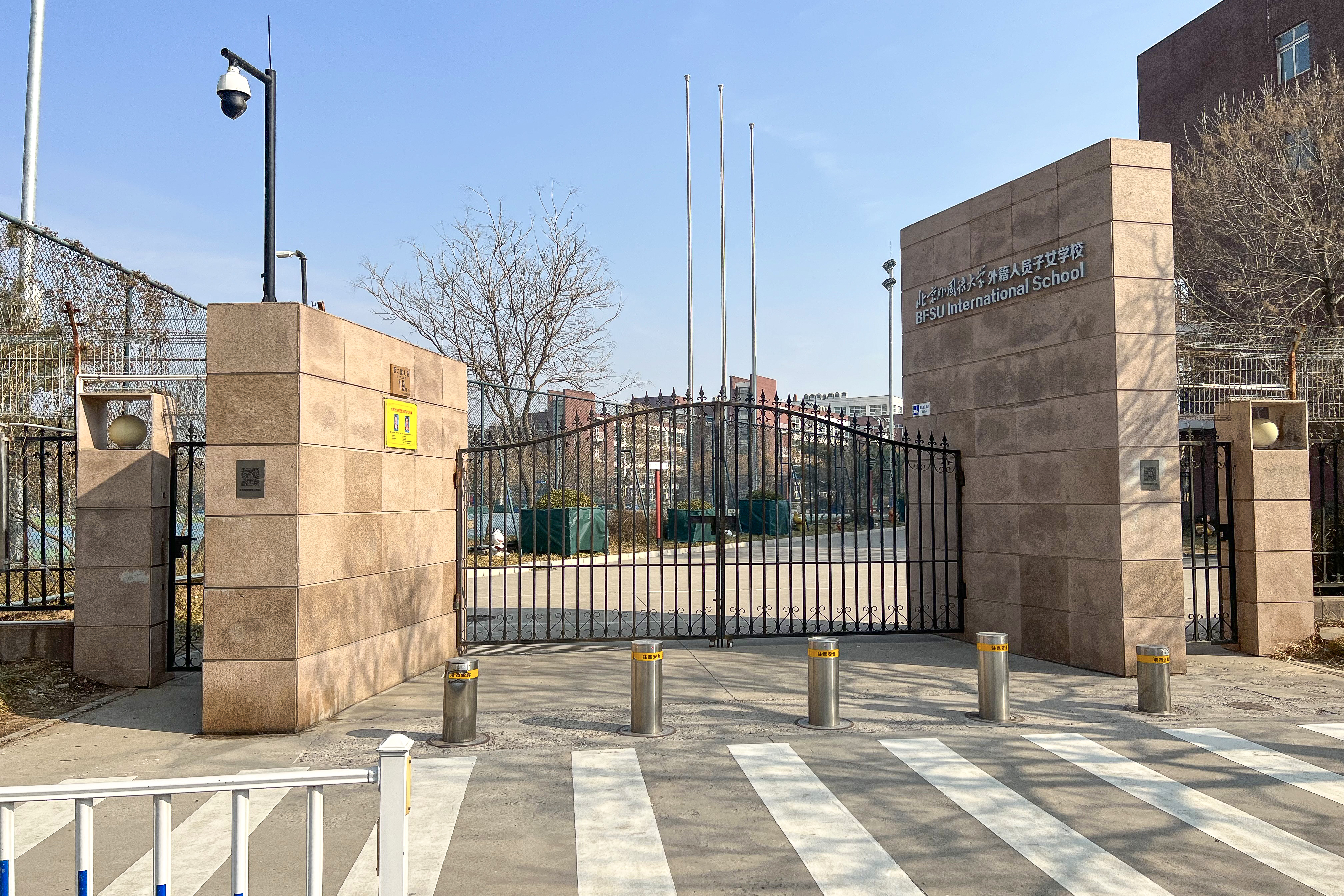
北京外国语大学外籍人员子女学校与北外附校一址两校

校园占地面积约7.53万米。学校拥有多媒体教室、实验室、图书馆、音乐室、美术室等。此外，学校还拥有多个运动场地，包括足球场、篮球场、羽毛球场、网球场。校园内还有食堂、超市等生活设施。而且在学校的东部还拥有学校师生共同建立的农场和菜园。
校园内总共有两个教学楼，小教楼和中教楼。小教楼供小学1至3年级和学前班使用，小学的4至6年级以及初中和高中则使用中教楼。学校有一个大的足球场，和一个绕着足球场的300米跑道。6个篮球场，2个羽毛球场等设施则分布在周围。

## 历史

### 北外附中时期（1959-1963）[1]
1958年4月，经教育部批准，为了满足培养外语人才的需要，北京外国语学院决定开办北外附中。
1959年，学校正式开学，校址在北外校园西侧。学校开设了英语、俄语、日语等多个语言课程。
1961年4月，因北京外国语学院将校园西侧挪作他用，经教育部批准，北京外国语学院将北外附中迁址至北师大旧址（宣武区南新华街2号）。
1962年9月，北外附中取消德语教学。同年12月，学校被北京外国语学院确定为以文科和外语为主要教学科目的学校。

### 外语附校时期（1963-1988）（页面存档备份，存于）
1963年，经教育部和外交部批准和批示，北外附中增设小学部和初中部，并更名为“北京外国语学院附属外国语学校”。
1964年初，中国乒乓球队在该校举行交流和表演活动，同时，经时任外交部部长陈毅批准，学校增设小学综合楼和食堂。
1966年6月，文革爆发后，学校提前放假。不久之后，学校教职工被派往丰台区搞劳动，学校红卫兵组织参加大串联活动，学校教学工作停滞。
1967年3月，解放军军训团进驻外语附校。夏天，中国人民解放军毛泽东思想宣传队进驻外语附校，部分课程得以恢复。同年7-8月，在文革氛围中，校方计划关闭学校的小学部，此举引发小学部部分师生到外交部（旧址，东交民巷33号）静坐示威，抗议这一提议。同年9月，学校的初中法语班部分学生在北京首都国际机场参加毛里塔尼亚总统达达赫访华的欢迎仪式，并与周恩来用法语交流，此举促使外语附校恢复全部课程。
1968年10月，北京钢厂工人宣传队进驻学校。
1969年6月，小学部师生前往房山县东南召公社参与“三夏”农务劳动，并接受来自贫下中农的“再教育”。暑假期间，外语附校重新招生。依据教育改革方针，取消了入学考试，改为学校推荐的方式。
1970年6月，为了便于管理，学校迁回北外西院，后原西城区校址被北师大附中占用。1973年，学校恢复入学考试。
1980年5月，经过北京外国语学院党委的批准，外语附校领导层做出调整。
1982年3月，北外西院外附楼竣工，为学校发展提供空间。
1983年，因北外西院空间紧张等一系列因素，学校暂缓招生。
1984年，北京外国语学院打算停办外语附校并将其改为教培部门，后学校向教育部递交学校停办提议。
1988年，随着最后一批学生毕业离校，学校停止办学，北外西院后被北外其他设施占用（包括外研社、北外国际大厦）。
1994年，北京外国语学院更名为北京外国语大学。

### 北京外国语大学附属外国语学校（2001-）[2]

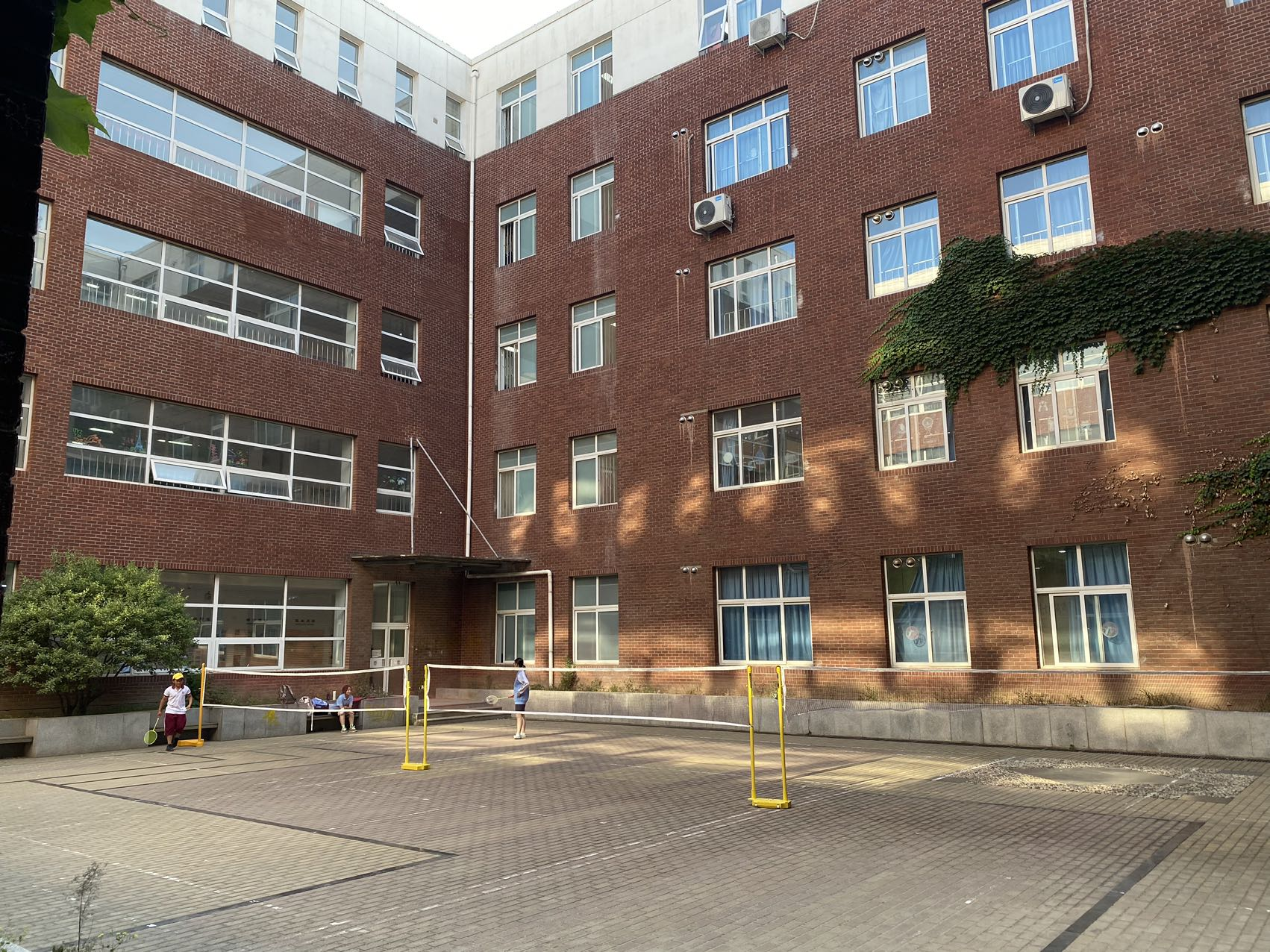
北外附校被教学楼包围的羽毛球场

2001年2月北京外国语大学决定重建北外附校。同年，中关村科技园有关部门批准将海淀区西二旗一片土地让予北外作为北外附校校址。
2002年，学校取得办学许可证，开始重建，同年9月正式开学。北京外国语大学与部分国有企业建立合作关系合作办学。
2003年3月11日，教育部正式批准北京外国语大学复办北外附校。
2004年1月，北外附校迁址到房山区长阳镇稻田村南里六号。
2006年，北外附校正式迁入海淀西二旗新址。
2006年8月，北外附校开设高中国际班。10月26日，北外附校的新校区正式落成仪式举行。之后，北外附校招生人数不断增加。
2010年3月，学校成立培训中心，开设英语、艺术、体育等培训课程。
2017年6月22日，学校被评为“海淀区中小学科技教育示范学校”。同年12月，北外附校与河北石家庄外国语学校、天津外国语学校共同成立“京津冀多语名校联”。
2019年10月20日，北外附校举行60周年校庆典礼，学校领导及校友、老职工参加此次大会。同日，学校成立了校友会。
2022年5月26日，经上级批准，“北京外国语大学外籍人员子女学校”获得教育许可，与北外附校实行两校一址办学，2022年8月被海淀区民政局准予民办非企业单位（法人）成立登记。
2022年9月起，因学校民转公政策影响，学校由民办校转为海淀区属公办校。
2024年5月15日，经海淀区教委批准，北京外国语大学附属外国语学校加入北京一零一中教育集团，并保持独立法人建制。

## 历任校长[6]
| 任 次 | 姓名             | 任期始于      | 任期终于      |
| ----- | ---------------- | ------------- | ------------- |
| 1     | 李棣华           | 1959年9月     | 1964年9月     |
| 2     | 曾远辉           | 1964年9月     | 1965年8月     |
| 3     | 齐平             | 1965年8月     | 1974年5月     |
| 4     | 于维华           | 1974年5月     | 1978年9月     |
| 5     | 白桂森           | 1978年9月     | 1983年5月     |
| 6     | 张道真           | 1983年5月     | 1988年10月    |
| N/A   | 空缺（附校停办） | 1988年10月    | 2001年3月12日 |
| 7     | 钟美荪           | 2001年3月12日 | 2006年6月     |
| 8     | 李朋义           | 2006年6月     | 2007年10月    |
| 9     | 彭龙             | 2007年10月    | 2010年8月27日 |
| 10    | 林卫民           | 2010年8月27日 | 2023年7月14日 |
| 11    | 张文超           | 2023年7月14日 | 现任          |

## 知名校友[7]
- 孔泉（中央外事工作领导小组办公室常务副主任）
- 刘海星（中央国家安全委员会办公室副主任）
- 邓励（外交部副部长）
- 杨燕怡（中国驻欧盟使团大使）
- 章启月（中国驻希腊大使）
- 李惠来（外交部部长助理）
- 高占生（中华人民共和国驻旧金山总领事）
- 张卫东（中华人民共和国驻加拿大大使馆公使衔参赞）
- 马燕生（中国驻法国使馆教育处公使衔参赞 ）
- 何新中（总参兵种部防化编研室副师职参谋）
- 廉运泽（律师）

## 友好学校
- 北京外国语大学外籍人员子女学校
- 清华大学附属小学
- 杭州外国语学校
- 乐清国际外国语学校
- 成都市实验中学
- 长春外国语学校
- 成都外国语学校
- 广州市广外附设外语学校
- 济南外国语学校
- 南昌外国语学校
- 南京外国语学校
- 上海外国语大学附属外国语学校
- 上海外国语大学附属浦东外国语学校
- 石家庄外国语学校
- 深圳外国语学校
- 太原外国语学校
- 天津外国语大学附属外国语学校
- 武汉外国语学校
- 厦门外国语学校
- 郑州外国语学校
- 衡水第一中学